# المدير الفني (فلم)
المدير الفني، فيلم مصري من إنتاج عام 1965، من إخراج فطين عبد الوهاب وبطولة فريد شوقي وليلى طاهر وشريفة ماهر، قصة الفيلم مأخوذة عن مسرحية توباز للكاتب الفرنسي مارسيل بانيول.

## قصة الفيلم
حمودة مدرس بسيط يعمل في إحدى المدارس الإلزامية، وذات يوم يثير بعض المتاعب مع أحد أولياء الأمور إلا أن ناظر المدرسة ينصف ولي الأمر، ويفصل حمودة من المدرسة، يعمل حمودة في إحدى الشركات الاقتصادية، يديرها شوكت، سرعان ما يكتشف أن مدير الشركة يقوم بأعمال غير مشروعة، يعرضون عليه معاونتهم في هذه الأعمال حتى يكونوا بعيدين عن مواطن الشبهات، سرعان ما يتعلم حمودة أعمال النصب والاحتيال، ويتمكن من القيام ببعض الأعمال لحسابه، ويصبح ثريًا، ورغم ذلك فإنه لا ينسى حبه لزينات ابنة ناظر المدرسة ويلتقى به زميله الشيخ مهران ذات يوم، ويسأله عن أحواله، وينصحه بالابتعاد عن أعمال الاحتيال، يقرر شوكت وزملاؤه التصدي لحمودة، فيعترضون طريقه، إلا أنه يواجههم ويتمكن من الانتصار عليهم، ويتم إبلاغ الشرطة ويقبض عليهم، يتزوج حمودة من زينات، ويعود إلى عمله الأول مُدرِّسًا.

## تمثيل
- فريد شوقي : (حمودة)
- ليلى طاهر : (زينات)
- عبد المنعم إبراهيم : (مهران)
- حسن فايق : (سيف الدين عبد القوي - ناظر المدرسة)
- محمد رضا : (المعلم سيد - ضيف شرف)
- شريفة ماهر : (لي لي)
- عادل أدهم : (شوكت)
- عادل إمام : (الفراش)
- سهير مجدي : (الراقصة)
- أحمد لوكسر : (مدحت)
- سامي سرحان : (عفت)
- محمد شوقي : (ياسين)
- حسين إسماعيل : (الذي يضرب زوجته بالشارع)
- محسن حسنين : (بهجت)
- عبد الغني النجدي : (عدوي - بائع الخبز)
- إسكندر منسي : (عبد الفتاح)
- طارق إسماعيل : (الطفل شريف)

## روابط خارجية
- مقالات تستعمل روابط فنية بلا صلة مع ويكي بيانات